# Dick Nanninga
Dirk Jacobus Willem Nanninga, conocido en el ámbito deportivo como Dick Nanninga (Groninga, 17 de enero de 1949-Maaseik, Limburgo, 21 de julio de 2015), fue un futbolista neerlandés. Ocupaba la posición de mediapunta y fue internacional con la selección de fútbol de Países Bajos. El mayor logro de su carrera fue marcar un gol en la final de la Copa Mundial de 1978, que su país acabó perdiendo frente a Argentina.

## Biografía

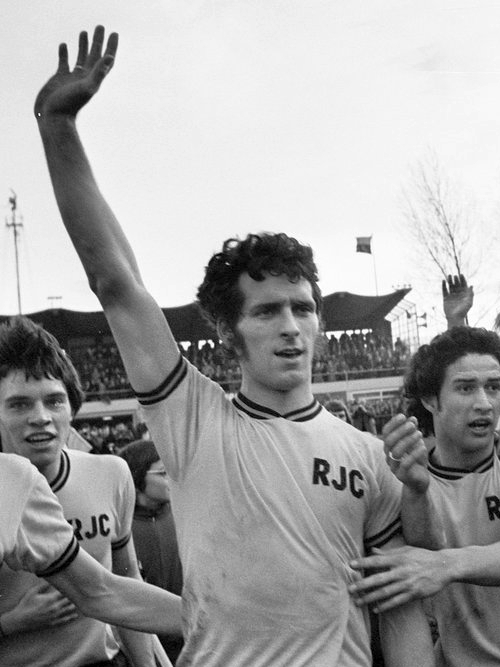
Dick Nanninga en 1975 con la camiseta del Roda JC.

Nanninga debutó en el VV Oosterparkers de Groninga, su ciudad natal, donde jugaba como mediapunta y delantero. En 1973 fue transferido al primer equipo del SC Veendam y en vista de sus cualidades el técnico Cor van der Gijp le recomendó fichar por el Roda JC Kerkrade de la primera división. En su debut en la temporada 1974-75 marcó 13 goles en 32 partidos, convirtiéndose en uno de los ídolos locales gracias a su disparo, su remate de cabeza y por el juego de espaldas con el balón.
Durante su etapa en Kerkrade compaginó el fútbol con empleos eventuales. Llegó a rechazar una oferta del Ajax de Ámsterdam porque prefería trabajar con su esposa en una floristería. El mediapunta continuó en el Roda JC hasta 1982. En total anotó 107 goles en 225 partidos a lo largo de ocho temporadas, récord histórico de la entidad. 
Nanninga fue convocado para la Copa Mundial de Fútbol de 1978, en la que los Países Bajos llegaron a la final contra la anfitriona Argentina, el 25 de junio de 1978. El delantero comenzó ese encuentro en el banquillo (como en las 3 ocasiones anteriores que salió de suplente), sustituyó en la segunda parte a los 59' a Johnny Rep y en el minuto 82 marcó el empate (1:1) con un remate de cabeza, forzando así la prórroga. Poco antes del final Rensenbrink estrelló el balón en el poste derecho de la portería. El gol de Naninga no bastó: Argentina acabó derrotándoles por 3:1 en tiempo suplementario.
Tras dejar el Roda JC en 1982, tuvo una breve experiencia en el Seiko Sports de la Primera División de Hong Kong, un equipo con varios neerlandeses al que ayudó a ganar el campeonato. Finalmente, en 1983 regresó a su país para recalar en el MVV Maastricht durante tres campañas, hasta que colgó las botas a los 37 años. Se mantuvo apartado del mundo del fútbol y prefirió ocuparse de sus negocios.
En sus últimos años de vida, Nanninga padeció problemas de salud derivados de la diabetes. En julio de 2012 entró en coma y no recuperó la consciencia hasta cinco meses después. Los médicos tuvieron que amputarle la parte inferior de la pierna izquierda, y en 2014 hicieron lo mismo con la pierna derecha. El 21 de julio de 2015 se confirmó su fallecimiento en el hospital de Maaseik (Bélgica), donde residía.

## Selección nacional
Dick Nanninga fue internacional con la selección de fútbol de los Países Bajos en 15 partidos y marcó un total de 6 goles. 
En 1978 disputó la Copa Mundial de Fútbol y marcó el gol que empataba la final ante la Argentina, aunque en la prórroga que él había forzado acabaron perdiendo por 3:1. También disputó la fase clasificatoria para la Eurocopa 1980, que su país no pudo superar. Su última convocatoria fue el 22 de febrero de 1981 contra Chipre.

### Participaciones en Copas del Mundo
| Mundial                        | Sede      | Resultado  | PJ | Goles |
| ------------------------------ | --------- | ---------- | -- | ----- |
| Copa Mundial de Fútbol de 1978 | Argentina | Subcampeón | 4  | 1     |

## Clubes
| Club             | País         | Año         |
| ---------------- | ------------ | ----------- |
| S. C. Veendam.   | Países Bajos | 1973 - 1974 |
| Roda JC Kerkrade | Países Bajos | 1974 - 1982 |
| Seiko Sports     | Hong Kong    | 1982 - 1983 |
| MVV Maastricht   | Países Bajos | 1983 - 1986 |

## Palmarés
| Título           | Club         | País      | Año  |
| ---------------- | ------------ | --------- | ---- |
| Primera División | Seiko Sports | Hong Kong | 1983 |